# Mergen (Gottheit)
Mergen (alttürkisch: 𐰢𐰼𐰏𐰤, kirgisisch: мерген, russisch: Мерген, mongolisch: Мэргэн) ist eine aus der türkischen Mythologie und dem Tengrismus bekannte Gottheit des Überflusses und der Weisheit.
Mergens Attribute sind Pfeil und Bogen in einer Hand und ein weißes Pferd. Er wird häufig als junger Mann mit Helm und Bogen dargestellt, der auf einem weißen Pferd reitet. Mergen wird mit Tiefgründigkeit in Verbindung gebracht und als starker und mächtiger Gott dargestellt. Mergen ist der Sohn von Kayra und der Bruder von Ülgen und lebt im siebten Stock des Himmels. Mergen symbolisiert auch Intelligenz und Denken.

## Namen
In den Turksprachen bezeichnet mergen einen Bogenschützen. In der baschkirischen Sprache bezeichnet das Wort мәргән einen Scharfschützen. Auf Mongolisch bedeutet es „weise“ oder „genial“.